# Ric Charlesworth
Richard Ian ("Ric") Charlesworth (Subiaco, 6 februari 1952) is een voormalig Australisch hockeyer, cricketer en hockeycoach en politicus.
Als aanvaller won hij met de Australische hockeyploeg de zilveren medaille op de Olympische Spelen 1976 in Montreal. Daarnaast maakte hij tevens deel uit van de selecties die deelnamen aan de Spelen van 1972, 1984 en 1988. In 1986 werd hij op het WK in Londen met Australië wereldkampioen. Na de Spelen van 1988 nam Charlesworth afscheid van zijn carrière als speler. Naast het hockey heeft hij zich ook enige tijd toegelegd op cricket waarmee hij eveneens voor vertegenwoordigende elftallen mocht uitkomen.
Na zijn hockeycarrière ging Charlesworth zich toeleggen op de politiek. In 1983 werd hij al verkozen om zitting te nemen in het parlement voor de Australian Labor Party om het kiesdistrict Perth te vertegenwoordigen. Hij bleef tot 1993 parlementslid.
Charlesworth werd na zijn politieke avontuur coach van de Australische dameshockeyploeg van 1993 tot 2000. Hij won met de dames de Champions Trophys van 1993, 1995 en 1999 en ook werd hij in 1994 en 1998 Wereldkampioen met de dames. Daarbovenop won hij ook met de dames de gouden medaille op de Olympische Spelen van 1996 in Atlanta en 2000 op eigen bodem.
In het najaar van 2008 benoemde de Australische hockeybond Charlesworth als coach van de Australische herenhockeyploeg als opvolger van Barry Dancer. Met hem aan het roer won de mannenploeg de Champions Trophy's van 2009, 2010, 2011 en 2012. In 2010 behaalde Australië op het WK in India de wereldtitel, waarmee Charlesworth zijn vaderland naar de eerste plaats op de FIH-wereldranglijst leidde.
- International Standard Name Identifier: 0000 0001 1937 5900
- Library of Congress Control Number: nb2011013734
- Nationale bibliotheek van Australië: 35231982
- Nationale Bibliotheek van Israël: 987007458849805171
- Virtual International Authority File: 91842836
- WorldCat: E39PBJxRGBdtwjV9vQCJMmM773